# مک سوین
مک سوین (انگلیسی: Mack Swain؛ ‏ زاده ۱۶ فوریه ۱۸۷۶ - درگذشت ۲۵ اوت ۱۹۳۵) بازیگر اهل ایالات متحده آمریکا بود.

## فیلم‌شناسی
- روز پرداخت حقوق (۱۹۲۹)
- جویندگان طلا (۱۹۲۵)
- زائر (۱۹۲۳)
- طبقه بیکار (۱۹۲۱)
- آشفتگی عشقی هوگان (۱۹۱۵)
- آن حلقه کوچک طلا (۱۹۱۵)
- پتک کشنده (۱۹۱۴)
- یک رومئوی تنومند (۱۹۱۴)
- ضربه فنی (۱۹۱۴)
- گرفتار در کاباره (۱۹۱۴)
- مانده در باران (۱۹۱۴)
- به‌دنبال لیزی استری (۱۹۱۴)
- یک روز شلوغ (۱۹۱۴)
- ماشین‌سواری میبل (۱۹۱۴)
- عشق جریحه‌دارشده تیلی (۱۹۱۴)
- گرفتن دزد (۱۹۱۴)
- در میان سوگواران (۱۹۱۴)
- عاشقانه‌ای بر زورق (۱۹۱۴)
- چاقالو پلیس می‌شود (۱۹۱۳)